# Athéna Éditions
Pour les articles homonymes, voir Athena (homonymie).
Athéna Éditions est un éditeur de bande dessinée créé en 1993 pour éditer Alcibiade Didascaux.

## Collections
1. L'Extraordinaire aventure d'Alcibiade Didascaux (avec Clanet). La Grèce, langue et civilisation d'alpha à oméga.

1. Alcibiade Didascaux en Égypte (avec Scardanelli) :
  1. Les dieux, le Nil, le pharaon, les pyramides.
  2. De Néfertiti, Toutânkhamon, Ramsès… à la reine Cléopâtre.
2. Alcibiade Didascaux et les invasions barbares (avec P. Haggerstein) :
  1. Des invasions des peuples germains à la mort d'Attila.
  2. De la prise de Rome par Genséric, roi des Vandales, à la mort de Clovis, rois des Francs.
3. Alcibiade Didascaux chez les Gaulois (avec Crane) :
  1. Des Celtes à la prise de Rome par les Gaulois
  2. "Vae victis", de Brennos aux aventures du proconsul César en Gaule
  3. De la révolte de Vercingétorix à la Gaule romaine
4. Alcibiade Didascaux chez les Romains (avec Crane) :
  1. Légende, Royauté, République
  2. L'Empire

 5. Alcibiade Didascaux et les invasions barbares.
1. 1.  : Des invasions des peuples germains à la mort d'Attila
  2.  : de la mort d'Atilla à celle de Clovis